# Budapesti Elektromos Művek
A Budapesti Elektromos Művek Zrt., röviden ELMŰ Budapest és Pest vármegye területén működő áramszolgáltató részvénytársaság. A többségében a német RWE tulajdonában álló társaság részvényeit a Budapesti Értéktőzsdén jegyzik. Szorosan együttműködik a szintén az RWE érdekeltségi körébe tartozó ÉMÁSZ-szal, közösen üzemeltetik a hálózatüzemeltetéssel és ügyfélszolgálattal kapcsolatos tevékenységeket ellátó leányvállalatokat.

## Története

### A budapesti áramszolgáltatás kezdetei
1891-ben két magánvállalattal kötött koncessziós szerződést a főváros villamos energia szolgáltatására. A Magyar Villamossági Rt. (a Ganz Villamossági Rt. leányvállalata) 110 voltos Váltakozó áram előállítására vállalkozott, a Budapesti Általános Villamossági Rt. 105 voltos feszültségű egyenáramot szolgáltatott. Mindkét vállalat a mai Újlipótváros északi részén építette ki központját, ahol a szolgáltatás körülbelül egyszerre, 1893-ban indult el. A Magyar Villamossági Rt. székháza ma a Budapesti Elektromos Művek székháza (Váci út 72-74., ld. a szócikk alján), a Budapesti Általános Villamossági Rt. székháza a Hegedűs Gyula utca 85. szám alatt állt. (Ma már nem létezik.)
A két vállalatot az 1910-es évek során a főváros megvásárolta (az MV-t 1914-ben, a BÁV-ot 1918-ban) és egyesítette a fővárosi gázszolgáltatóból kiváló Budapest Székesfőváros Elektromos Művei Rt.-vel, amely 1912-ben lépett a piacra.

### Állami tulajdonú vállalat
1918 és 1950 között a fővárost a Fővárosi Tanács irányítása alatt álló BSZEM látta el, amely a város legnagyobb önálló vagyonú vállalatává vált. Az Elektromos Műveket 1949-ben közvetlen állami igazgatás alá vonták, ennek végrehajtására a gyakorlatban azonban csak 1950-ben került sor, amikor a társaság felvette a Budapest Főváros Elektromos Művei (BFEM) nevet. Ekkor terjesztették ki a szolgáltatási területét is a (megnövelt területű) Budapest határain kívülre, az ELMŰ ekkor mintegy 3000 km² lakosságát és iparát látta el villamos energiával.
1963-ban megalakult a Magyar Villamos Művek, és a többi területi áramszolgáltatóhoz hasonlóan az ELMŰ (amelyet ekkor kereszteltek át a Budapesti Elektromos Művek névre) is betagozódott a trösztbe.
1991-ben ismét különálló vállalattá szervezték az ELMŰ-t részvénytársasági formában, majd a szerkezeti átalakításokat követően 1996-ban a társaság többségi tulajdonát külföldi szakmai befektetőknek értékesítették.

### Ismét magántársaság
Az 1996-os privatizáció során a német RWE és a szintén német Energie Baden-Württemberg szerzett jelentős részesedést a társaságban. Részvényeit 1998. december 15-én vezették be a Budapesti Értéktőzsdére, ahol jelenleg B kategóriás részvénynek számít. Fő tulajdonosai 2010 december végén az RWE (55,27%), az Energie Baden-Württemberg (27,25) és a Magyar Villamos Művek (15,18%), a közkézhányad csupán 2,32%.
Az áramszolgáltatási piac liberalizációja részeként a társaság 2007-ben szétválasztotta a hálózat kezelésével és a kereskedelemmel foglalkozó tevékenységeit.

### Egyetemes szolgáltatói tevékenység leányvállalatba szervezése
A Budapesti Elektromos Művek Nyrt. (ELMŰ Nyrt.) 2015. december 1-jei hatállyal kérelmezte a villamos energia egyetemes szolgáltatói tevékenységének visszavonását, a tevékenység az Elmű-Émász Energiaszolgáltató Zrt.-be került.

### E.ON – RWE csere
A németországi E.ON és az RWE csoport 2018-ban széles körű részesedés- és eszközcseréről állapodott meg egymással.
Magyarországon ez azt jelenti, hogy az E.ON csoport a tranzakcióval kizárólagos tulajdonossá vált az ELMŰ-ÉMÁSZ csoportban.
Szeptember 1-től Budapesten és Pest megye jelentős részén az e.on foglalkozik az energia hálózat fenntartásával és üzemeltetésével ELMŰ Hálózati Kft. néven.
A Magyar Energetikai és Közmű-szabályozási Hivatal (MEKH) az MVM Next Energiakereskedelmi Zrt.-t jelölte ki, hogy 2021. szeptember 1-jétől biztosítsa a villamosenergia-ellátást az ELMŰ-ÉMÁSZ Energiaszolgáltató Zrt. által egyetemes szolgáltatás keretében jelenleg ellátott ügyfelek részére, amennyiben valamennyi átvételhez szükséges feltétel teljesül